# Lotta Macedone
Nella storiografia greca il nome Lotta Macedone, o Makedonikòs Agònas (Μακεδονικός Αγώνας), è il periodo tra 1870 e 1912 quando in Macedonia si sviluppò un movimento per la liberazione della regione dal dominio ottomano. La sua fase più decisiva fu tra il 1904 e il 1908 quando le potenze coinvolte, attraverso i comitati rivoluzionari istituiti già dagli ultimi decenni del ‘800, passarono allo scontro armato. Sono le bande bulgare dei komitadzìdes, formate ufficialmente con lo scopo di fondare scuole e chiese sul territorio, che presto si attivano con iniziative antiturche.

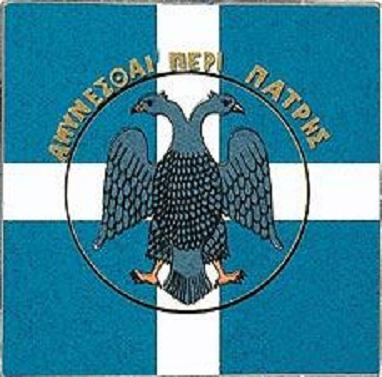
Bandiera del Movimento per la liberazione della Macedonia

 I comitati scatenano rivolte, l'ultima esplosa il 2 agosto del 1903, che provocano una dura risposta delle truppe ottomane. La repressione coinvolge anche le popolazioni greche, estranee ai fatti, e provoca la reazione di Atene che organizza un apposito comitato per la Macedonia. Da Atene cominciano ad arrivare aiuti concreti nella regione per il sostegno della popolazione greca oppressa dal dominio turco e tormentata dalle angherie dei komitadzìdes. Nell'agosto del 1904 l'ufficiale greco Pavlos Melàs a capo di una banda armata accorre nella regione in difesa delle popolazioni greche.
Nell'estate del 1908 le autorità ottomane, in seguito alla rivoluzione dei Giovani Turchi, concedono un'amnistia ai combattenti. La lotta però terminerà solo dopo la prima guerra balcanica nel 1912 con la liberazione dell'intera regione dal dominio ottomano.
Tra i personaggi più importanti del periodo oltre il nome di Pavlos Melas spicca anche quello di Ionas Dragoumis.

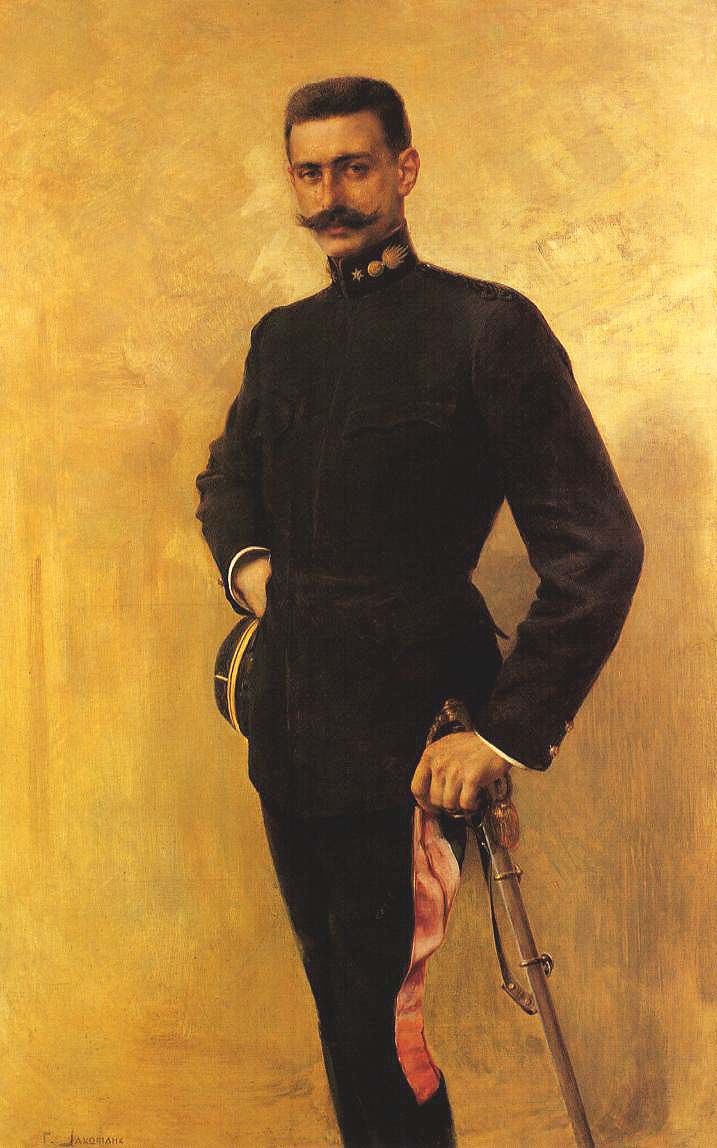
Pavlos Melas